# ماهونری یانگ
ماهونری یانگ (انگلیسی: Mahonri Young؛ ۹ اوت ۱۸۷۷ – ۲ نوامبر ۱۹۵۷) مجسمه‌ساز اهل ایالات متحده آمریکا بود.
از افتخارات وی می‌توان به کسب مدال طلا مجسمه‌سازی تندیس در بخش مسابقات هنری بازی‌های المپیک تابستانی ۱۹۳۲ اشاره کرد.